# Ed Davis
Edward Adam Davis (Washington, 5 de junho de 1989) é um jogador norte-americano de basquete profissional que atualmente joga pelo Cleveland Cavaliers da National Basketball Association (NBA).
Davis jogou basquete universitário no North Carolina Tar Heels e foi selecionado  pelo Toronto Raptors como a 13ª escolha geral no Draft da NBA de 2010.
Ele é o filho do ex-jogador da NBA Terry Davis, que jogou 10 temporadas (1989-2001) com o Miami Heat, Dallas Mavericks, Denver Nuggets e Washington Wizards.

## Carreira no ensino médio
Davis passou seus dois primeiros anos do ensino médio jogando basquete na Hanover High School em Mechanicsville, Virginia, antes de se transferir para a Benedictine High School, em Richmond, Virgínia. Lá, ele levou a escola à conquista de dois campeonatos estaduais, tendo médias de 22 pontos, 14 rebotes e 7 bloqueios em seu último ano. Ele acompanhou os futuros companheiros de equipe no Tar Heels, Tyler Zeller e Larry Drew II, no McDonald's All-American Game e foi selecionado para a Jordan Brand All-American Team. Ele foi nomeado como Mr. Basketball da Virgínia em 2008, prêmio dado ao melhor jogador de basquete escolar do estado. Ele também recebeu o reconhecimento como Co-Jogador do Ano em 2007.
Considerado um recruta cinco estrelas pelo Rivals.com, Davis foi listado como o 4º melhor ala-pivô e o 15º jogador no país em 2008.

## Carreira universitária
Davis jogou em todos os jogos durante a temporada de 2008-09, começando a partida em dois deles. Em sua primeira temporada, ele teve médias de 6,7 pontos e 7,0 rebotes em 18,8 minutos. Nas seis vitórias do North Carolina durante o Torneio da NCAA de 2009, Davis teve médias de 8,2 pontos e 5,5 rebotes. Na Final, ele saiu do banco para registrar 11 pontos e 8 rebotes, ajudando os Tar Heels na vitória por 89-72 sobre Michigan State. Davis também foi nomeado para a Equipe de Novatos.
Em abril de 2009, Davis anunciou que ele iria voltar para o North Carolina. Em fevereiro de 2010, ele sofreu uma fratura no pulso em uma derrota para Duke, o que efetivamente acabou com a sua temporada. Em 2009-10, ele jogou 23 jogos e teve médias de 13,4 pontos, 9,6 rebotes, 1,0 assistências e 2,8 tocos.
Em abril de 2010, Davis ingressou no Draft da NBA, abrindo mão de seus últimos dois anos de elegibilidade universitária. Ele assinou com o agente esportivo Rob Pelinka.

## Carreira profissional

### Toronto Raptors (2010–2013)
Davis foi selecionado pelo Toronto Raptors como a 13ª escolha geral no Draft da NBA de 2010. Em 6 de julho de 2010, Davis assinou um contrato de 2 anos e US$3.9 milhões com o Raptors.
Depois de um mês com os Raptors, Davis foi designado para o Erie BayHawks da G-League. Em 29 de novembro de 2010, Davis foi chamado de volta pelo Raptors. Em 1 de dezembro de 2010, ele fez sua estreia na NBA e registrou 11 pontos, 6 rebotes e 2 tocos contra o Washington Wizards. Em 5 de abril de 2011, Davis marcou 22 pontos contra o New York Knicks.

### Memphis Grizzlies (2013–2014)
Em 30 de janeiro de 2013, Davis foi negociado para o Memphis Grizzlies, juntamente com Tayshaun Prince e Austin Daye do Detroit Pistons, em uma negociação envolvendo três times, que também enviou seu companheiro de equipe José Calderón para os Pistons e Rudy Gay e Hamed Haddadi do Grizzlies para os Raptors.
Em 30 de junho de 2014, os Grizzlies recusaram a oportunidade de propor uma oferta qualificada para Davis, tornando-o um agente livre irrestrito.

### Los Angeles Lakers (2014–2015)
Em 23 de julho de 2014, Davis assinou um contrato de 2 anos e US$2 milhões com o Los Angeles Lakers.

### Portland Trail Blazers (2015–2018)
Em 8 de julho de 2015, Davis assinou um contrato de 3 anos e US$20 milhões com o Portland Trail Blazers. Em 20 de novembro de 2015, ele registrou 17 pontos e 15 rebotes em uma vitória por 102-91 sobre o Los Angeles Clippers. Seus 15 rebotes incluíram 10 rebotes ofensivos, o máximo para um jogador dos Blazers desde Greg Oden em 10 de dezembro de 2009. Ele também se tornou o primeiro jogador dos Blazers a ter pelo menos 15 pontos e 15 rebotes começando no banco desde Travis Outlaw em 2006.
Em 1 de março de 2017, foi anunciado que Davis não iria jogar durante o restante da temporada de 2016–17, após passar por uma cirurgia artroscópica no seu ombro esquerdo.

### Brooklyn Nets (2018–2019)
Em 23 de julho de 2018, Davis assinou um contrato de 1 ano e US$4.4 milhões com o Brooklyn Nets.

### Utah Jazz (2019–2020)
Em 20 de julho de 2019, Davis assinou um contrato de 2 anos e US$9.7 milhões com o Utah Jazz.
Em 2 de novembro de 2019, o Utah Jazz anunciou que Davis sofreu uma fratura na fíbula esquerda durante um jogo contra o Sacramento Kings e deveria ficar afastado por cerca de quatro semanas.

### Minnesota Timberwolves (2020–2021)
Em 23 de novembro de 2020, Davis foi negociado com o New York Knicks e em 24 de novembro foi novamente negociado, desta vez com o Minnesota Timberwolves.

### Cleveland Cavaliers (2021–presente)
Em 13 de outubro de 2021, Davis foi contratado pelo Cleveland Cavaliers.

## Estatísticas da carreira

### NBA

#### Temporada regular
| Ano      | Equipe      | PJ  | PT  | MPJ  | AP   | 3P   | LL   | RT  | AS  | BR | TO  | PPJ |
| -------- | ----------- | --- | --- | ---- | ---- | ---- | ---- | --- | --- | -- | --- | --- |
| 2010–11  | Toronto     | 65  | 17  | 24.6 | .576 | —    | .555 | 7.1 | .6  | .6 | 1.0 | 7.7 |
| 2011–12  | Toronto     | 66  | 9   | 23.2 | .513 | .000 | .670 | 6.6 | .9  | .6 | 1.0 | 6.3 |
| 2012–13  | Toronto     | 45  | 24  | 24.2 | .549 | —    | .647 | 6.7 | 1.2 | .6 | .8  | 9.7 |
| 2012–13  | Memphis     | 36  | 4   | 15.1 | .517 | —    | .569 | 4.4 | .2  | .4 | 1.3 | 5.1 |
| 2013–14  | Memphis     | 63  | 4   | 15.2 | .534 | —    | .528 | 4.1 | .4  | .3 | .7  | 5.7 |
| 2014–15  | L.A. Lakers | 79  | 24  | 23.3 | .601 | —    | .487 | 7.6 | 1.2 | .6 | 1.2 | 8.3 |
| 2015–16  | Portland    | 81  | 0   | 20.8 | .611 | —    | .559 | 7.4 | 1.1 | .7 | .9  | 6.5 |
| 2016–17  | Portland    | 46  | 12  | 17.2 | .528 | —    | .617 | 5.3 | .6  | .3 | .5  | 4.3 |
| 2017–18  | Portland    | 78  | 0   | 18.9 | .582 | .000 | .667 | 7.4 | .5  | .4 | .7  | 5.3 |
| 2018–19  | Brooklyn    | 81  | 1   | 17.9 | .616 | .000 | .617 | 8.6 | .8  | .4 | .4  | 5.8 |
| 2019–20  | Utah        | 28  | 1   | 10.8 | .478 | —    | .500 | 3.8 | .4  | .4 | .3  | 1.8 |
| 2020–21  | Minnesota   | 23  | 7   | 13.0 | .432 | —    | .833 | 5.0 | .9  | .6 | .6  | 2.1 |
| Carreira | Carreira    | 691 | 103 | 18.6 | .544 | .000 | .604 | 6.1 | .7  | .4 | .7  | 5.7 |

#### Playoffs
| Ano      | Equipe   | PJ | PT | MPJ  | AP   | 3P   | LL    | RT  | AS  | BR | TO | PPJ |
| -------- | -------- | -- | -- | ---- | ---- | ---- | ----- | --- | --- | -- | -- | --- |
| 2013     | Memphis  | 8  | 0  | 6.0  | .417 | —    | .750  | 1.4 | .0  | .0 | .1 | 1.6 |
| 2014     | Memphis  | 7  | 0  | 3.6  | .300 | —    | .000  | 2.1 | .0  | .1 | .4 | .9  |
| 2016     | Portland | 11 | 0  | 18.6 | .525 | .000 | .576  | 6.8 | 1.3 | .2 | .6 | 5.5 |
| 2018     | Portland | 4  | 0  | 17.8 | .500 | —    | .250  | 8.0 | .0  | .0 | .3 | 2.8 |
| 2019     | Brooklyn | 3  | 0  | 13.7 | .700 | —    | 1.000 | 6.3 | .7  | .0 | .3 | 5.3 |
| Carreira | Carreira | 33 | 0  | 11.9 | .488 | .000 | .515  | 4.9 | .4  | .0 | .3 | 3.2 |

### Universitário
| Ano      | Equipe         | PJ | PT | MPJ  | AP   | 3P | LL   | RT  | AS  | BR | TO  | PPJ  |
| -------- | -------------- | -- | -- | ---- | ---- | -- | ---- | --- | --- | -- | --- | ---- |
| 2008–09  | North Carolina | 38 | 2  | 18.8 | .518 | —  | .573 | 6.6 | .6  | .4 | 1.7 | 6.7  |
| 2009–10  | North Carolina | 23 | 23 | 27.9 | .578 | —  | .659 | 9.6 | 1.0 | .4 | 2.8 | 13.4 |
| Carreira | Carreira       | 61 | 25 | 23.3 | .548 | —  | .616 | 8.1 | .8  | .4 | 2.2 | 10.0 |

Fonte: